# Giacomina della Gherardesca
Giacomina della Gherardesca (Pisa, ... – Pisa, 1330 circa) è stata una nobile pisana, figlia del celebre conte Ugolino della Gherardesca nonché prima ed unica moglie del giudice Giovanni d'Arborea.

## Biografia
Figlia del conte di Donoratico, signore della terza e poi sesta parte del Cagliaritano, Ugolino della Gherardesca, e della di lui consorte, Ildebrandesca Pannocchieschi, era membra di una delle più influenti e potenti casate ghibelline del milleduecento. Nel 1287 fu coniugata, ancora probabilmente bambina, al figlio del ricco giudice d'Arborea Mariano II, Giovanni detto Chiano. Rimasta vedova dell'infedele marito, linciato dalla folla per "tirannia" nel 1304, subì anche il lutto per la morte della piccola figlia postuma, Giovanna, inumata forse a Tramatza e di cui si conserva l'unico sepolcro giudicale rintracciato, un pregiato sarcofago di medie dimensioni. Risposatasi poco tempo dopo con il cugino primo Tedice, anch'egli conte di Donoratico, rivendicò a lungo diritti sul trono oristanese, ottenendo la nominale sovranità sulla valle del fiume Tirso con un diploma dell'imperatore Ludovico il Bavaro, nel 1329. A partire da quella data nulla si sa più di lei.